# Reruhi Shimizu
Reruhi Shimizu (jap. 清水 礼留飛, Shimizu Reruhi; * 4. Dezember 1993 in Myōkō, Präfektur Niigata) ist ein japanischer Skispringer. Sein bisher größter internationaler Erfolg ist der Gewinn der Bronzemedaille im Mannschaftsspringen bei den Olympischen Winterspielen 2014 in Sotschi.

## Werdegang
Shimizu, der für die japanische Mannschaft Yukijirushi Megmilk Ski-bu (雪印メグミルクスキー部, engl. Megmilk Snow Brand Ski Team) startet, trat international erstmals am 2. März 2008 in Erscheinung, als er bei einem FIS-Springen in Sapporo antrat. Nachdem er dort lediglich den 35. Platz belegte, wurde er in den kommenden Jahren zunächst nicht mehr international eingesetzt. Im Sommer 2011 trat er dann bei zwei FIS-Cup-Springen im österreichischen Villach erstmals in Europa auf und konnte dabei am 17. Juli 2011 seinen ersten internationalen Sieg feiern, nachdem er am Vortag bereits Platz sieben belegt hatte. Diese Erfolge führten dazu, dass er zum Ende der Sommersaison im Continental Cup und auch im Sommer-Grand-Prix eingesetzt wurde. In der folgenden Wintersaison startete er überwiegend im Continental Cup und erreichte dabei am 29. November 2011 im finnischen Rovaniemi mit Platz zehn seine bisher beste Platzierung.
Bei den Nordischen Skiweltmeisterschaften der Junioren im Februar 2012 im türkischen Erzurum belegte er im Einzel den 13. und mit der japanischen Mannschaft im Teamwettbewerb den zehnten Rang. Sein Start in die Sommersaison 2012 begann mit einem Paukenschlag: Gleich bei seinem ersten Springen im französischen Courchevel gewann er vor Andreas Wank und Tom Hilde sein erstes Grand-Prix-Springen. Vier Tage später ließ er in Hinterzarten mit Platz zwei gleich seine zweite Podiumsplatzierung, diesmal hinter Wank, folgen. Nach weiteren guten Platzierungen belegte er in der Gesamtwertung des Grand-Prix den vierten Platz.
Als Folge der guten Sommer-Leistungen wurde er für die kommende Saison als fester Bestandteil des japanischen Weltcup-Teams nominiert. Beim Saisonstart am 24. November 2012 konnte er sich nicht nur erstmals für den Wettbewerb qualifizieren, sondern als 28. auch seine ersten drei Weltcup-Punkte erzielen. Zwei Wochen später gelangen ihm im russischen Sotschi mit Rang neun und zehn seine bisher besten Ergebnisse in diesem Wettbewerb.
In der Saison 2013/14 konnte Shimizu mit dem dritten Platz beim Teamspringen in Klingenthal seinen ersten Weltcup-Podestplatz feiern. Bei den Olympischen Winterspielen 2014 in Sotschi belegte er Platz 18 von der Normalschanze und Platz zehn von der Großschanze, ehe er am 17. Februar 2014 mit der Bronzemedaille im Teamwettbewerb seinen bisher größten internationalen Erfolg feiern konnte.
Seit Jahren versucht Shimizu vergeblich, wieder Anschluss an den japanischen Weltcup-Kader zu finden. Zwar gelang es ihm durch erfolgreiche Auftritte bei nationalen Wettkämpfen die Startberechtigung im Continental Cup zu bekommen, doch war sein bestes Ergebnis zunächst Platz 29 Ende Januar 2020 in Sapporo.
Im Sommer 2021 wurde er aber für das japanische Team im Grand Prix nominiert und rechtfertigte das Vertrauen sogleich mit Platz zehn beim Springen im kasachischen Schtschutschinsk, dem zwei weitere Punkteränge folgten. Trotzdem wurde er in der folgenden Wintersaison nur im Continental-Cup und im FIS-Cup eingesetzt. Im Sommer 2022 kam er erneut im Grand Prix zum Einsatz. Dabei sprang er im rumänischen Râșnov zweimal unter die Top Ten und mit der japanischen Mannschaft als Dritter sogar auf das Podest.

## Erfolge

### Grand-Prix-Siege im Einzel
| Nr. | Datum           | Ort        | Typ           |
| --- | --------------- | ---------- | ------------- |
| 1.  | 15. August 2012 | Courchevel | Normalschanze |

## Statistik

### Weltcup-Platzierungen
| Saison  | Platz | Punkte |
| ------- | ----- | ------ |
| 2012/13 | 40.   | 094    |
| 2013/14 | 32.   | 173    |

### Grand-Prix-Platzierungen
| Saison | Platz | Punkte |
| ------ | ----- | ------ |
| 2012   | 04.   | 327    |
| 2013   | 07.   | 262    |
| 2014   | 12.   | 175    |
| 2015   | 65.   | 020    |
| 2021   | 39.   | 052    |
| 2022   | 21.   | 060    |

## Herkunft des Vornamens
Reruhi Shimizus Vorname ist angelehnt an den Nachnamen von Theodor Edler von Lerch (jap. テオドール・エードラー・フォン・レルヒ, teodo-ru e-dora- fon reruhi), der von 1910 bis 1912 in Japan als Austauschoffizier lebte und dort den alpinen Schilauf etablierte.